# (12224) Jimcornell
(12224) Jimcornell es un asteroide perteneciente al cinturón de asteroides, región del sistema solar que se encuentra entre las órbitas de Marte y Júpiter, descubierto el 19 de octubre de 1984 por el equipo del Observatorio Oak Ridge desde la Estación George R. Agassiz, en Harvard (Massachusetts), Estados Unidos.

## Designación y nombre
Designado provisionalmente como 1984 UN2. Fue nombrado por James Cornell (n. 1938) quien fue el gerente de asuntos públicos del Observatorio Astrofísico Smithsoniano durante 37 años, prestó servicios de prensa, organizó ciclos de conferencias y produjo libros y documentales galardonados. Como presidente de la Asociación Internacional de Escritores Científicos, creó un foro para periodistas en países en desarrollo.

## Características orbitales
Jimcornell está situado a una distancia media del Sol de 2,915 ua, pudiendo alejarse hasta 3,062 ua y acercarse hasta 2,767 ua. Su excentricidad es 0,051 y la inclinación orbital 1,614 grados. Emplea 1817,68 días en completar una órbita alrededor del Sol.
Pertenece a la familia de asteroides de (158) Koronis.

## Características físicas
La magnitud absoluta de Jimcornell es 13,79. Tiene 6,266 km de diámetro y su albedo se estima en 0,179. 